# Xã Ohio, Quận Clermont, Ohio
Xã Ohio (tiếng Anh: Ohio Township) là một xã thuộc quận Clermont, tiểu bang Ohio, Hoa Kỳ. Năm 2010, dân số của xã này là 5.192 người.